# Берлінський музей відеоігор

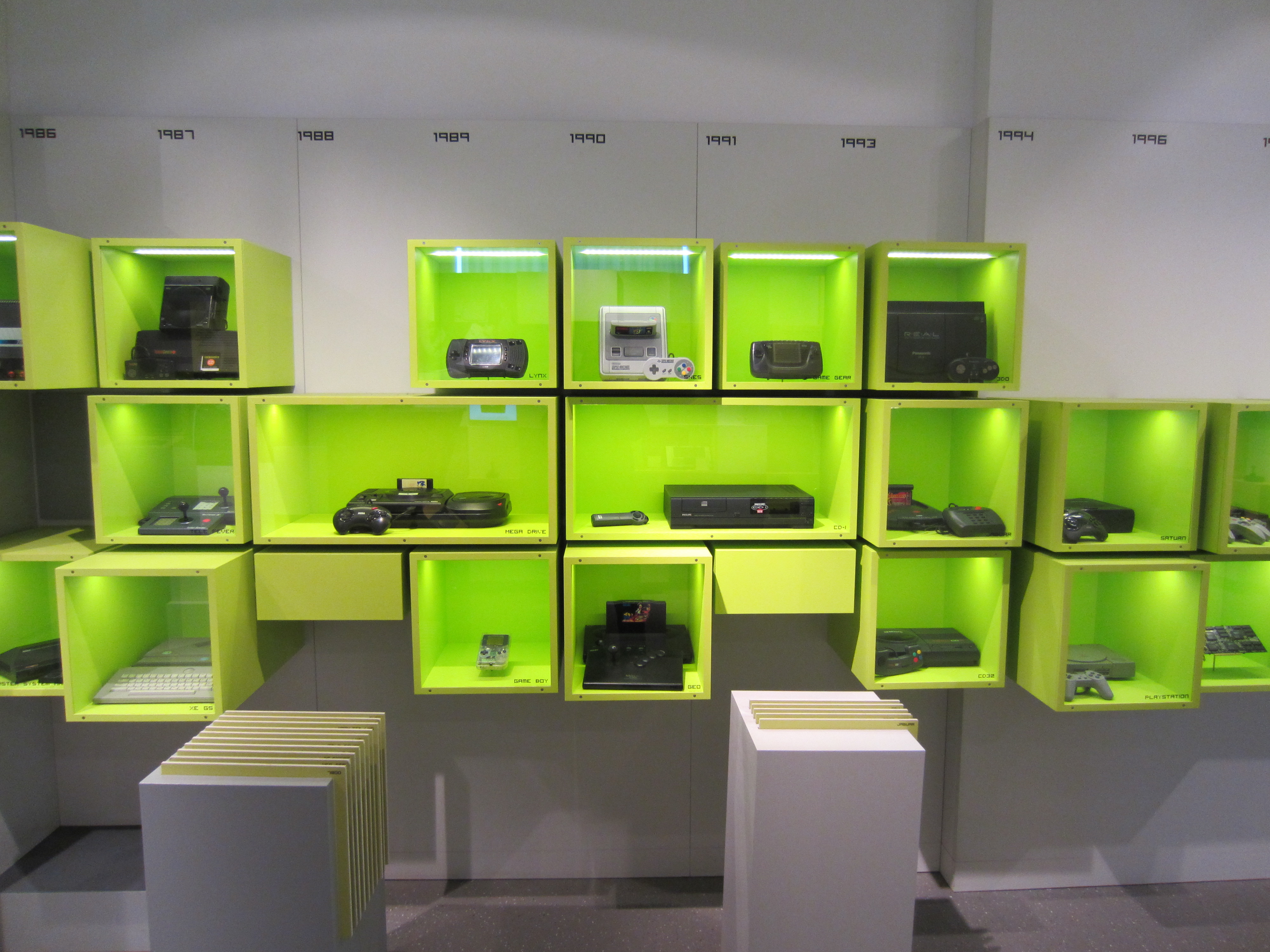
Частина виставки

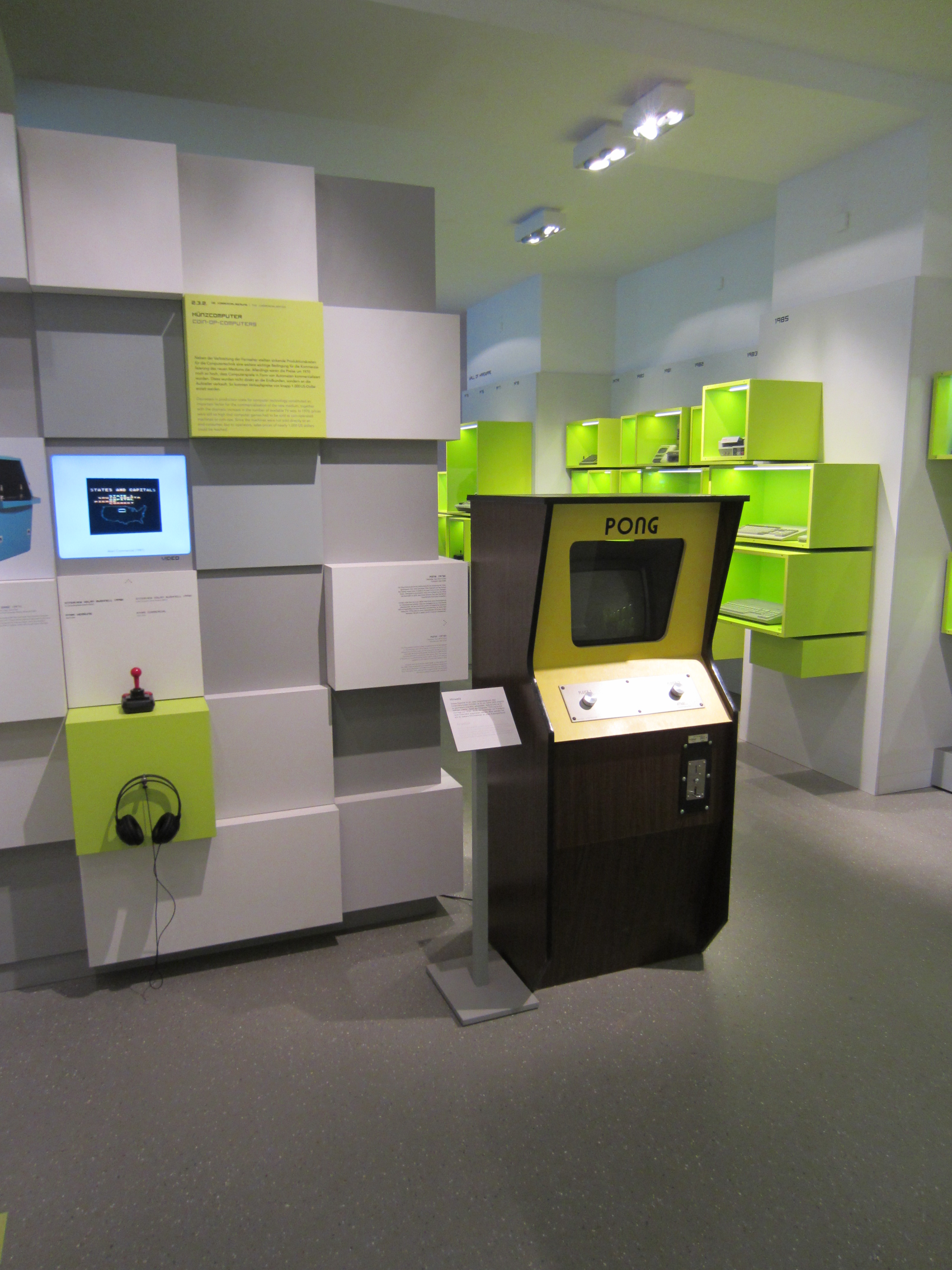
Частина виставки

Музей відеоігор у Берліні засновано 1997 року. Від 1997 до 2000 року він мав постійну експозицію в Берліні. Після цього він існував лише в режимі онлайн. Від 21 січня 2011 року музей відкрився новою постійною експозицією в колишньому приміщенні кафе «Варшава» на Карл-Маркс-алее.

## Огляд
Музей комп'ютерних ігор відкрито в Берліні 1997 року. Він став першою в світі постійною виставкою цифрової інтерактивної розважальної культури. Відтоді в ньому пройшло понад тридцять національних та міжнародних виставок. Серед них був проєкт «pong.mythos», пересувна виставка художніх творів до гри Pong. У музеї (станом на 2010 рік) близько 16000 оригінальних ігор, близько 10000 журналів, багато історичних домашніх комп'ютерів та консольних систем, які колись продавалися в Європі, та велика колекція документів, таких як відеоролики, плакати та посібники. Музей має одну з найбільших колекцій комп'ютерних ігор та обладнання в Європі.
Колекція музею відеоігор є власністю фонду Booster Club for Youth and Social Work. Новий музей сам працює під керуванням Gamehouse gGmbH. Будівництво нової постійної експозиції профінансували за рахунок коштів Європейського фонду регіонального розвитку фонд німецької лотереї та культурно-інвестиційна програма Берлінського культурного управління.
Берлінський музей відеоігор є членом міжнародної Ради музеїв (ICOM), його фінансує Федеральне міністерство освіти та наукових досліджень.

## Спеціальні виставки
Крім постійної виставки, що демонструє розвиток комп'ютерів та ігор, представлено спеціальні виставки про окремі аспекти комп'ютерів, відеоігор та мистецтва.
- Motorcycle — класичні ігри, такі як Excitebike для NES, Action-Biker для C64, Full Throttle на ПК та Motocross Manics для GameBoy, а також понад 15 інших назв (2013).
- Модель-світи — картини Маттіаса Циммерманна[de] (2013)
- Косплей — фотографії Йорга Пічмана (2012)
- Тібо Брюне: Vice City (2012)
- Tennis for Two — гра з фізикою (2012)
- Street Fighter II — художній підхід Стефана Чорного (2011)

## Проєкти
Музей бере учать у дослідницькому проєкті Євросоюзу під назвою PLANETS (Preservation and Long-term Access through Networked Services) та в дослідницькому проєкті Keeping Emulation Environments Portable.